# Casa Cervi

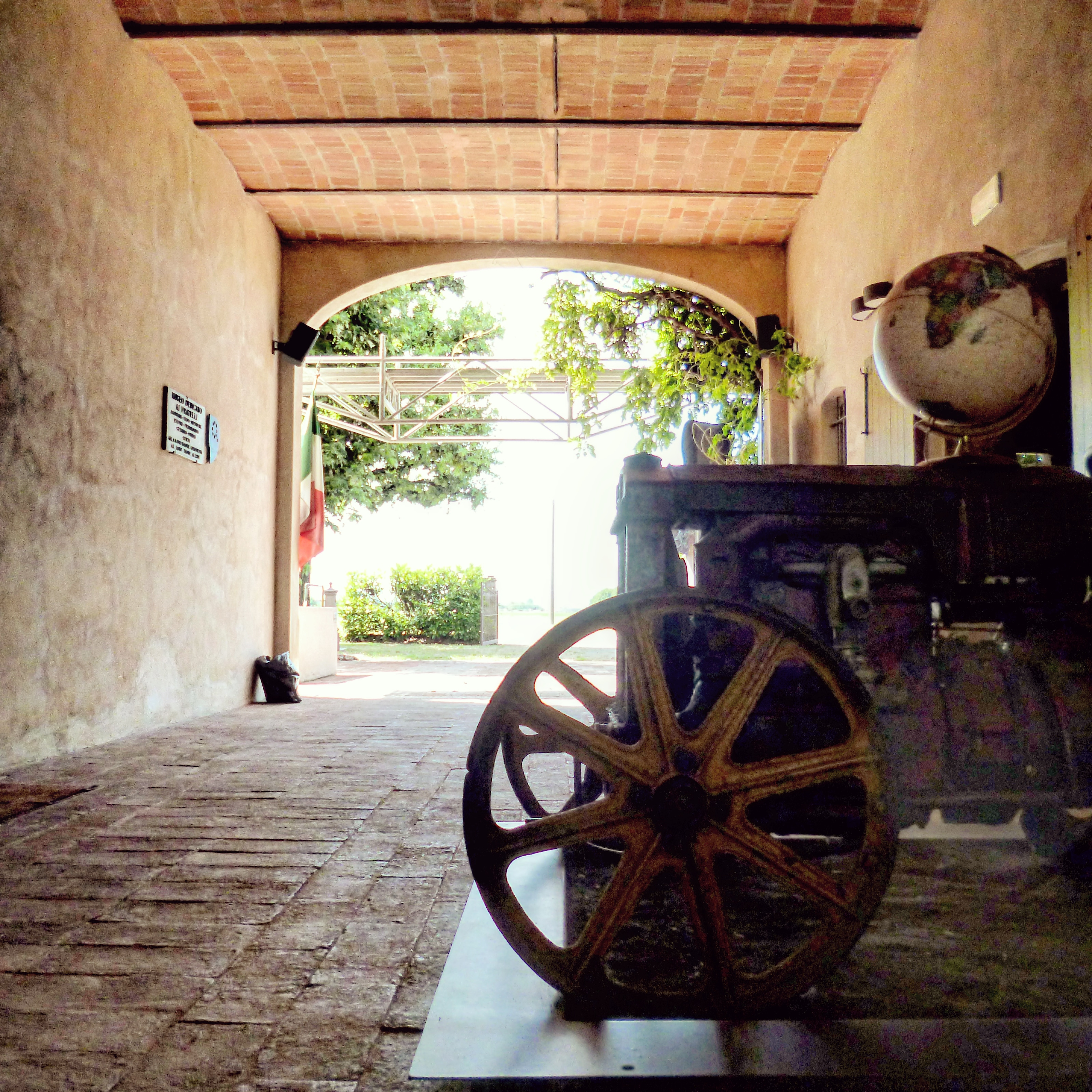
Casa-museo fratelli Cervi

La casa Cervi è un museo ricavato nella casa colonica abitata dai fratelli Cervi. Si trova in provincia di Reggio Emilia, per la precisione nel comune di Gattatico, in località Campi Rossi.

## Storia
La casa, a 1 km dal centro abitato di Gattatico, fu abitata a partire dal 1934 dalla famiglia Cervi, che qui conduceva in affitto un podere agricolo. Col passare del tempo i Cervi modernizzarono e inventarono oggetti per l'agricoltura e per i 20 ettari di terra che coltivavano. Vi sono tuttora conservati il primo trattore Balilla comprato da Aldo Cervi, su cui è appoggiato un mappamondo, le licenze di tutti i sette fratelli, oggetti rurali appartenenti alla famiglia, libri, divise e altre testimonianze scritte appositamente conservate. Una sezione virtuale con filmati e ricostruzioni permette di scoprire la storia della famiglia e dell'eccidio.

## La fondazione
La Casa - Museo Cervi è parte, insieme alla Biblioteca Archivio Emilio Sereni e al Parco agroambientale, dell'Istituto Alcide Cervi di Campegine, fondato il 24 aprile del 1972, il giorno antecedente la ricorrenza della liberazione italiana dalla dittatura nazi-fascista. La fondazione dell'Istituto si deve alle attività svolte dalla figura di Alcide Cervi (1875-1970), padre dei 7 fratelli, denominato poi nel corso degli anni dalla TV e dai giornali, Papà Cervi. Due anni dopo la dipartita di Alcide Cervi, l'ente Alleanza nazionale dei contadini (divenuta in seguito Confederazione italiana degli agricoltori) assieme all'Anpi di Reggio Emilia e il comune di Gattatico, porterà avanti il progetto di aprire l'istituzione museale, presso la residenza della famiglia Cervi.

## Lo scopo
Scopo principale dell'istituzione è tramandare la memoria storica sui valori della resistenza in Italia, dell'antifascismo e tutelare la Costituzione italiana.

## Pastasciutta antifascista
Durante una rievocazione storica che si tiene il giorno dell'arresto di Mussolini, avvenuto il 25 luglio del 1943, la pastasciutta antifascista viene distribuita a Campegine in ricordo della pastasciutta che i Cervi offrirono a tutto il paese.

## Festival Teatrale di Resistenza
Ogni anno l'Istituto Cervi organizza il Festival Teatrale di Resistenza riservato a spettacoli a tematica civile che riescano a declinare anche al giorno d'oggi il significato della parola "Resistenza". Al termine del festival viene assegnato il Premio Teatro e Memoria. Per tradizione la premiazione avviene il 25 luglio durante la Pastasciutta antifascista. Tra i vincitori delle ultime edizioni la Piccola Compagnia Dammacco con lo spettacolo Esilio, La Confraternita del Chianti / Dramma Italiano di Fiume con lo spettacolo Esodo e Kuziba Teatro con L'estranea di Casa.

## Collegamenti esterni

Medaglia al valore militare